# Vaiose Zor
Vaiose Zor (em armênio: Վայոց Ձոր;  [vɑjˌɔt͡sʰ ˈd͡zɔɾ] (ajuda·info)) é uma das dez províncias da Arménia, situada no sudeste do país, fazendo fronteira com o Azerbeijão a este e oeste. A sua capital é Elegnazor. Além da capital, existem ainda duas outras cidades (Jermuque e Vaique) e 41 comunidades rurais.

## Demografia
|                  | 1991   | 1993   | 1995   | 1997   | 1999   | 2001   | 2002   | 2003   | 2004   | 2005   | 2006   | 2007   |
| ---------------- | ------ | ------ | ------ | ------ | ------ | ------ | ------ | ------ | ------ | ------ | ------ | ------ |
| População        | 61 000 | 64 200 | 60 800 | 59 500 | 58 800 | 56 900 | 56 000 | 55 900 | 55 800 | 55 900 | 55 800 | 55 800 |
| População urbana | 24 700 | 26 100 | 25 100 | 23 800 | 22 900 | 20 700 | 19 600 | 19 500 | 19 400 | 19 400 | 19 400 | 19 400 |
| Fonte : ArmStat  |        |        |        |        |        |        |        |        |        |        |        |        |